# 蘇布雷
蘇布雷是西非國家科特迪瓦的城鎮，由下薩桑德拉區負責管轄，位於薩桑德拉河畔，海拔高度143米，農產品有可可和咖啡，鄰近城鎮有加尼奧阿和薩桑德拉，2010年人口104,326。